# O așteptare de-o zi
„O așteptare de-o zi” (în engleză A Day's Wait) este o povestire din 1933 a scriitorului american Ernest Hemingway.